# Rautengrube
Die Rautengrube (lateinisch Fossa rhomboidea) ist der rautenförmige Boden des 4. Ventrikels im Bereich des Hirnstammes. Sie wird seitlich von den Kleinhirnstielen (Pedunculi cerebellares), vom Tuberculum cuneatum und vom Tuberculum nuclei gracilis begrenzt, den Boden bilden die rückenseitigen Flächen von Pons und Medulla oblongata. Die Rautengrube wurde als Calamus scriptorius bereits im 3. Jahrhundert v. Chr. vom griechischen Arzt Herophilos von Chalkedon beschrieben. Der Begriff ‚Calamus scriptorius‘ wird heute für die schreibfederartige Zuspitzung am Ende der Rautengrube verwendet.
Im Bereich der Rautengrube liegen im Stammhirn wichtige Kerngebiete für die Kreislaufregulation und die Hirnnerven sowie auf- und absteigenden Leitungsbahnen.

## Strukturen der Rautengrube

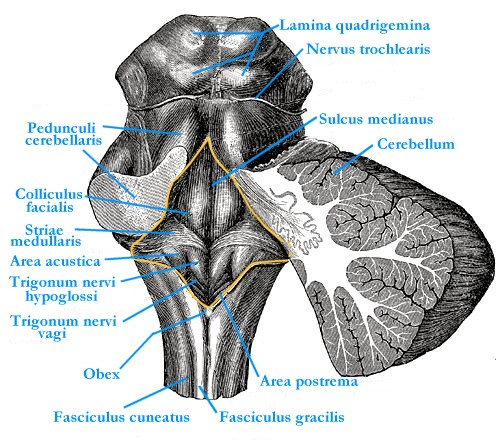
Fossa rhomboidea
(gelb umrandet)
Das Kleinhirn ist teilweise entfernt und nach rechts geklappt.

Die Rautengrube wird durch eine Mittelrinne (Sulcus medianus) in zwei Hälften untergliedert. Beidseits der Mittellinie gibt es eine flache Erhebung, die Eminentia medialis. In deren Mitte wölbt sich der Fazialishügel (Colliculus facialis) hervor, der vom inneren Knie des Nervus facialis und dem Nucleus nervi abducentis gebildet wird. Nach kaudal läuft die Eminentia medialis in das kleine Hypoglossusdreieck (Trigonum nervi hypoglossi) aus, das durch den Nucleus nervi hypoglossi, das Kerngebiet des Nervus hypoglossus, gebildet wird. Durch eine kleine Trennfurche (Sulcus limitans) abgegrenzt, liegt seitlich vom Hypoglossusdreieck das Vagusdreieck (Trigonum nervi vagi, Syn. Ala cinerea). Hier liegen das sensible Kerngebiet des Nervus vagus und des Nervus glossopharyngeus. Ein verdickter Ependymstreifen, Funiculus separans, grenzt das Vagusdreieck von der Area postrema ab. Letztere gehört zu den zirkumventrikulären Organen und enthält unter anderem das Brechzentrum. Seitlich und rostral der Area postrema liegt die Area acustica, in der die Nuclei cochleares des Nervus vestibulocochlearis liegen. Die Markstreifen (Striae medullares) gehören zur Hörbahn. Seitlich liegt im oberen Drittel der Rautengrube der Locus caeruleus, eine längliche Struktur, die durch pigmentierte Nervenzellen bläulich schimmert.
Am hinteren Ende der Rautengrube erhebt sich der Riegel (Obex). Diese Struktur wird, zusammen mit Teilen des Hirnstamms, bei der Schlachtung von Rindern zur Untersuchung auf BSE entnommen.